# 東方設計大學
東方設計大學（全名東方學校財團法人東方設計大學），是曾位於中華民國高雄市湖內區的私立科技大學，擁有藝術設計、民生設計、應用設計三學院。1966年創校，2017年改制為科技大學，2023年3月被公告為專案輔導學校後主動向中華民國教育部申請停招，教育部核定8月停招並依法解除並且重組董事會，2024年8月1日正式終止經營，校地由國立高雄科技大學接收並規畫為「高科大產學合作園區」。

## 歷史
- 1966年3月，由許國雄（出任校長）和許劍雄（主任秘書）及蔡天來（出任董事長）共同創辦東方工藝專科學校，成立食品製造科、美術工藝科、工業設計科、工業管理科。同年9月，擴增化學工程科。
- 1968年，擴增電子工程科。
- 1969年，改名東方工業專科學校。食品製造科改名食品工程科。停招工業設計科。
- 1972年，擴增電機工程科。
- 1987年，工業管理科改名為工業工程與管理科。
- 1990年，擴增觀光事業科。同年10月，改名為東方工商專科學校。
- 1993年，擴增應用外語科日本語文組。
- 1994年，擴增應用外語科英國語文組。
- 1998年，擴增化妝品應用與管理科、大眾傳播藝術科。
- 1999年，依法開始受教育部接管2年，改正多項缺失。
- 2000年，食品工程科改名食品科學技術科。
- 2002年，改制為東方技術學院，擴增美術工藝學系、化學工程學系、電子與資訊學系以及電機工程學系。
- 2004年，擴增傳播藝術學系、應用外語學系、化妝品應用與管理學系、食品科學技術學系。進修學士班（夜間部）的美術工藝學系、觀光事業學系、應用外語學系、傳播藝術學系，8月1日開始奉准招生。
- 2005年，擴增行銷與流通管理學系。觀光事業科改名為觀光與休閒事業管理科。
- 2006年，擴增流行設計學系、室內設計學系。觀光與休閒事業管理科改名觀光與休閒事業管理學系。獲准成立附設進修學院，並且在台北市招收專班。
- 2007年，工業工程與管理科改名行銷與流通管理科。
- 2008年，擴增文化創意設計研究所。流行設計學系改名流行商品設計學系。傳播藝術學系擴增表演藝術組。大眾傳播藝術科改名傳播藝術科。
- 2009年，擴增美術工藝學系七年制一貫學制美術專長班、文化創意設計研究所碩士在職專班。停招應用外語學系、化學工程與材料工程學系。
- 2010年，更名為東方設計學院（全銜「東方學校財團法人東方設計學院」）。成立藝術設計學群、民生設計學群與應用科學學群。擴增「餐飲管理學位學程」、「美容與生活應用學位學程」、「化妝品應用與管理科」。
- 2011年，擴增文化創意設計學位學程、遊戲與動畫設計學位學程、流行商品設計科、動畫多媒體設計科。
- 2012年，擴增遊戲與玩具設計科、數位科技設計學位學程、遊戲與動畫設計學位學程、表演藝術學位學程。傳播藝術學系改名影視藝術學系。行銷與流通管理學系改名設計行銷學系。食品科學科技學系改名餐飲管理學系。停招「餐飲管理學位學程」、「美容與生活應用學位學程」。
- 2013年，擴增攝影學位學程、休閒運動設計管理學位學程。化妝品應用與管理學系改名時尚美妝設計學系。時尚美妝設計學系分設美髮美容彩妝設計組、美容保健組；遊戲與動畫設計學位學程改名遊戲與動畫設計學系；數位科技設計學位學程改名數位科技設計學系。應用科學學群改名應用設計學群。原藝術設計學群的流行商品設計學系、室內設計學系改隸應用設計學群。擴增美術工藝研究所、文化創意設計研究所碩士班[3]、博士班。停招電機工程學系、電子與資訊學系。
- 2014年，擴增時尚美妝設計學系碩士班、室內設計學系住居整合設計碩士班。
- 2015年，停招數位科技設計學系、休閒運動設計管理學位學程、攝影學位學程、應用外語科。增設流行商品設計學系碩士班。室內設計學系擴增五專部。取消設計行銷學系不動產行銷組之分組。教育部准予籌備東方設計大學。
- 2016年，經教育部決議籌備科大資格展延一年。
- 2017年8月1日，升格為東方設計大學（全銜「東方學校財團法人東方設計大學」），成為臺灣第一所設計專門大學。[4]時尚美妝設計學系取消美髮美容彩妝設計組、美容保健組之分組。動畫多媒體設計科改名遊戲與動畫設計科。
- 2019年，停招觀光與休閒事業管理學系（科）、時尚美妝設計學系（科）、表演藝術學位學程。影視藝術學系擴增影視表演組。
- 2021年，停招時尚美妝設計學系碩士班。流行商品設計學系併入美術工藝學系。
- 2023年3月，中華民國教育部公告東方設計大學為專案輔導學校。5月，校方主動向教育部申請停招。8月，教育部核定停招並依法解除並且重組董事會，預計2024年8月1日終止經營[5]。
- 2024年1月，國立高雄科技大學向教育部提出申請接手東方設計大學校地改設高科大第6個校區「國立高雄科技大學產學合作園區」，已獲得教育部與行政院支持。[6]8月1日，東方設計大學終止經營[7]。

## 交通區位
鄰近台鐵大湖車站，有高雄市公車紅71（A、B1、D線）可搭乘

## 參閲
- 臺灣大專院校退場
- 發展典範科技大學計畫
- 獎勵大學教學卓越計畫